# Nathaniel Bliss
Nathaniel Bliss [naθéniel blís], FRS, angleški duhovnik in astronom, * 28. november 1700, Bisley, okrožje Cotswolds, grofija Gloucestershire, Anglija, † 2. september 1764, Oxford, grofija Oxfordshire.

## Življenje in delo
Bliss je študiral na Pembrokovem kolidžu (Pembroke College) v Oxfordu.
Leta 1742 je kot Savileov profesor geometrije nasledil Halleyja na Univerzi v Oxfordu. Pred tem je bil župnik v cerkvi svetega Ebba. Istega leta so ga izbrali za člana Kraljeve družbe. Leta 1762 je kot četrti kraljevi astronom do 1764 nasledil Bradleyja.
Blissa so pokopali blizu Halleyja na pokopališču cerkve svete Margarete v Leeju v jugovzhodnem Londonu.

## Priznanja

### Poimenovanja
Po njem se imenuje krater Bliss na Luni.